# Fotoelasticimetría
La Fotoelasticimetría es una técnica para medir deformaciones, basada en el uso de materiales fotoelásticos. Estos materiales se caracterizan por no ser ópticamente isótropos cuando no están sometidos a deformación. Sin embargo al deformarlos se comportan produciendo doble refracción de luz (birrefringentes). 
Al visualizar a través de un polariscopio estos materiales, se pueden observar patrones de franjas conocidas como isoclinas e isócronas. Dichas franjas son fotografiadas o grabadas en vídeo para su posterior análisis.